# Shizukuishi
Shizukuishi (雫石町, Shizukuishi-chō) est un bourg du district d'Iwate, dans la préfecture d'Iwate, au Japon.

## Géographie

### Démographie
Au 1er octobre 2013, la population de Shizukuishi s'élevait à 17 393 habitants répartis sur une superficie de 609,01 km2.

## Transport
Shizukuishi est desservi par la ligne Shinkansen Akita, à la gare de Shizukuishi.